# Kabupaten Lombok Utara
Kabupaten Lombok Utara (engelska: North Lombok Regency) är ett kabupaten i Indonesien.   Det ligger i provinsen Nusa Tenggara Barat, i den sydvästra delen av landet, 1 100 km öster om huvudstaden Jakarta. Antalet invånare är 200 072. Kabupaten Lombok Utara ligger på ön Lombok Island.